# U5 (Hamburgs tunnelbana)
Linje U5 är en framtida linje för Hamburgs tunnelbana under byggnation, som kommer att förbinda stadskärnan med distrikt i den nordöstra och nordvästra delen av Hamburg. Linje är planerad att öppna 2028 och kommer bedrivas med förarlösa tåg. 
Den första byggfasen, som för närvarande genomförs, kommer att leda från stadsdelen Bramfelds centrum via det stora bostadsområdet Steilshoop och den befintliga tunnelbanestationen Sengelmannstrasse till kontorsdistriktet City Nord. Med den andra byggfasen ska linjen passera under centrum, till universitetet, universitetskliniken och sport- och evenemangsanläggningarna i Altonaer Volkspark.

## Bilder

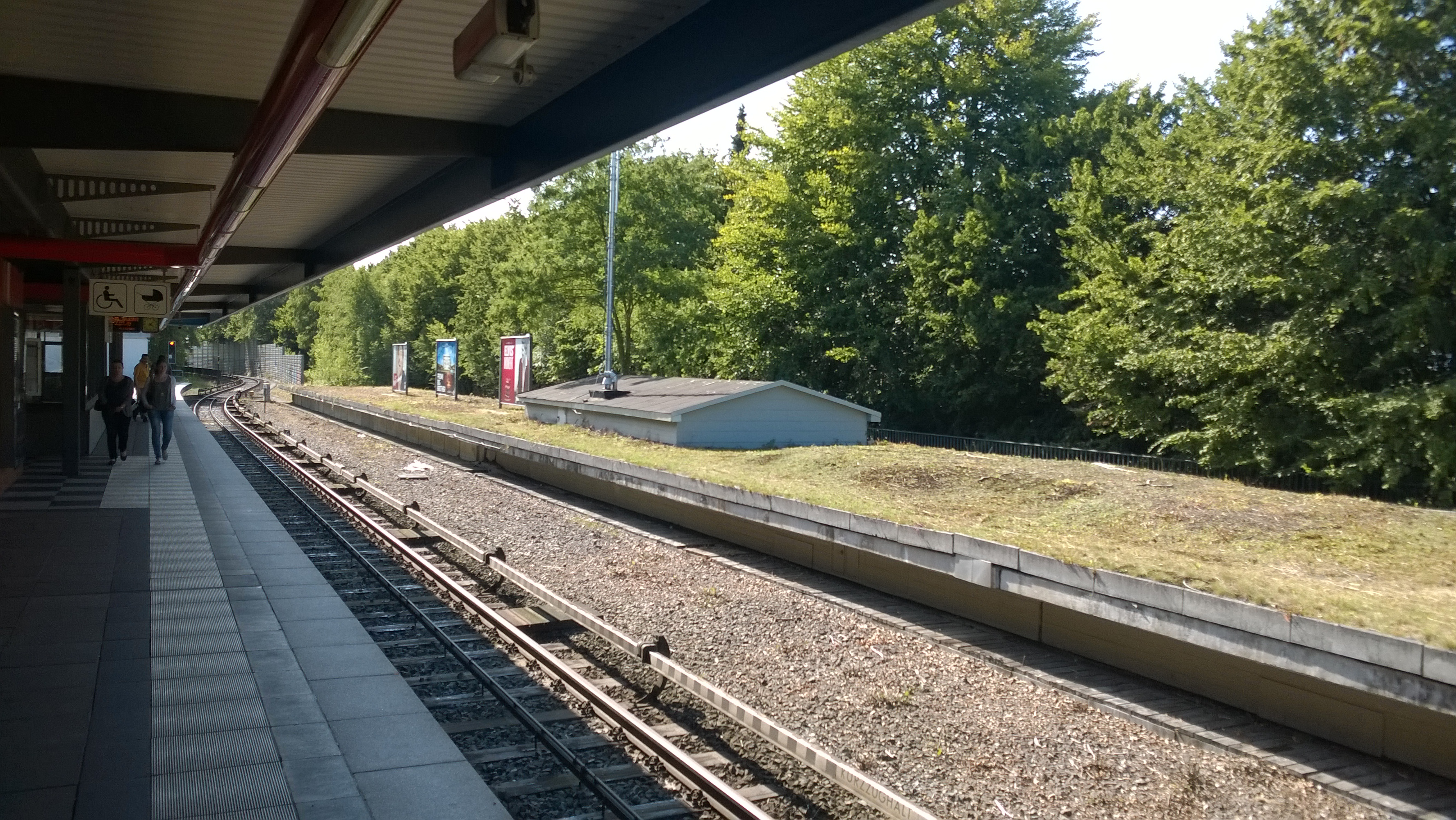
Sengelmannstrasse linje U1, med extra perrong för U5
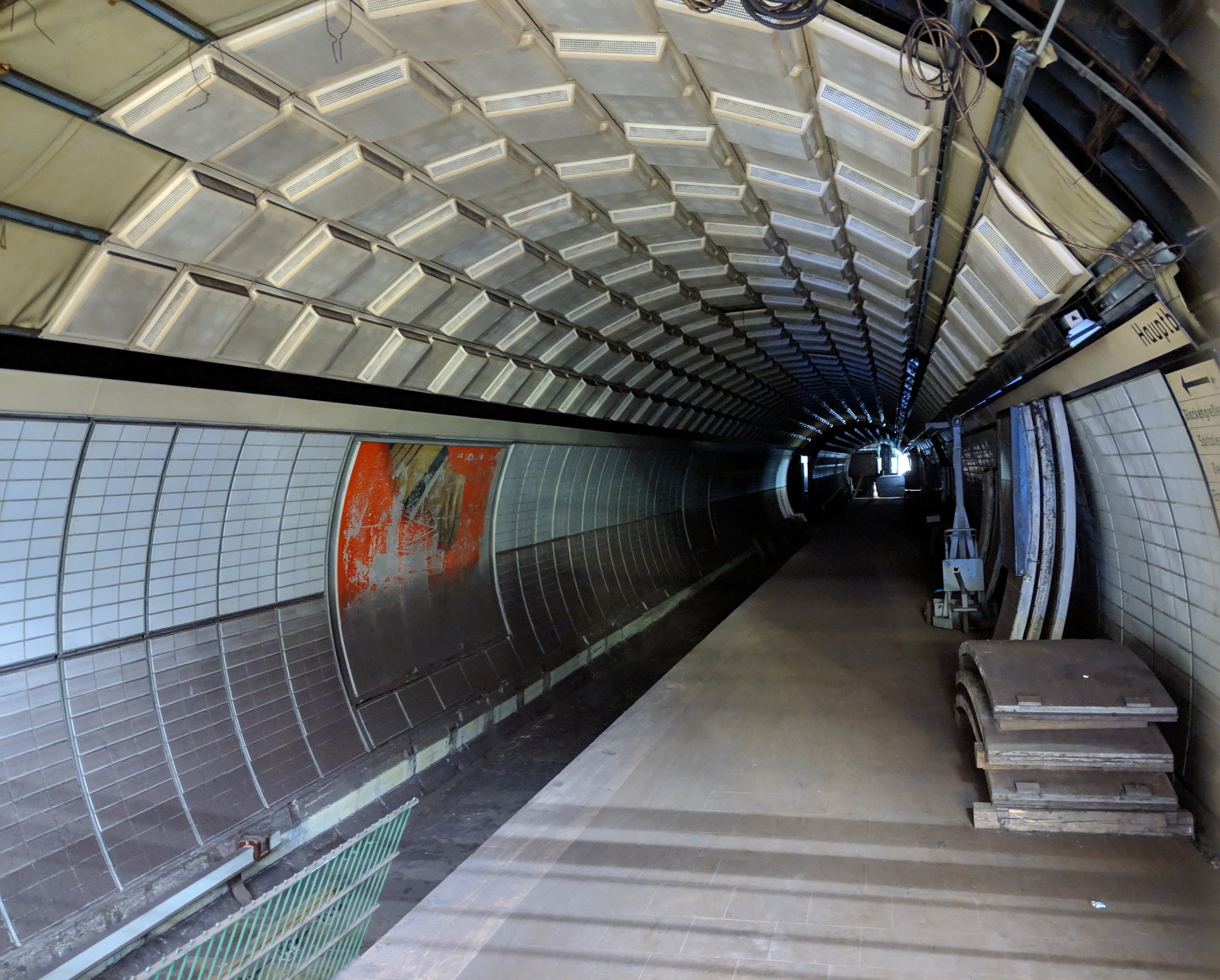
Hauptbahnhof Nord med perrong förberedd för U5
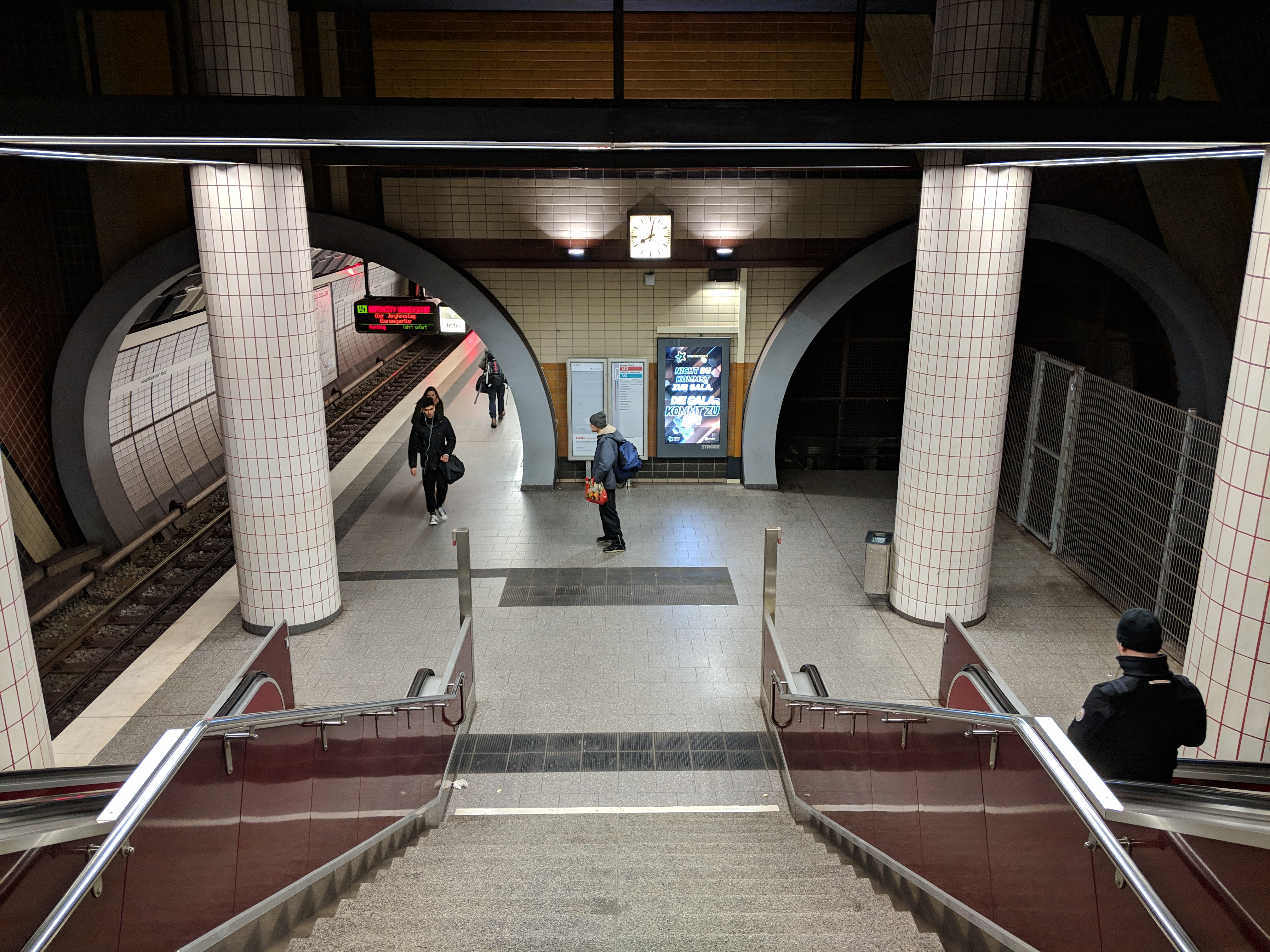
U5:ans idag oanvända perrong på Hauptbahnhof Nord, till höger
Linje U5:s skylt
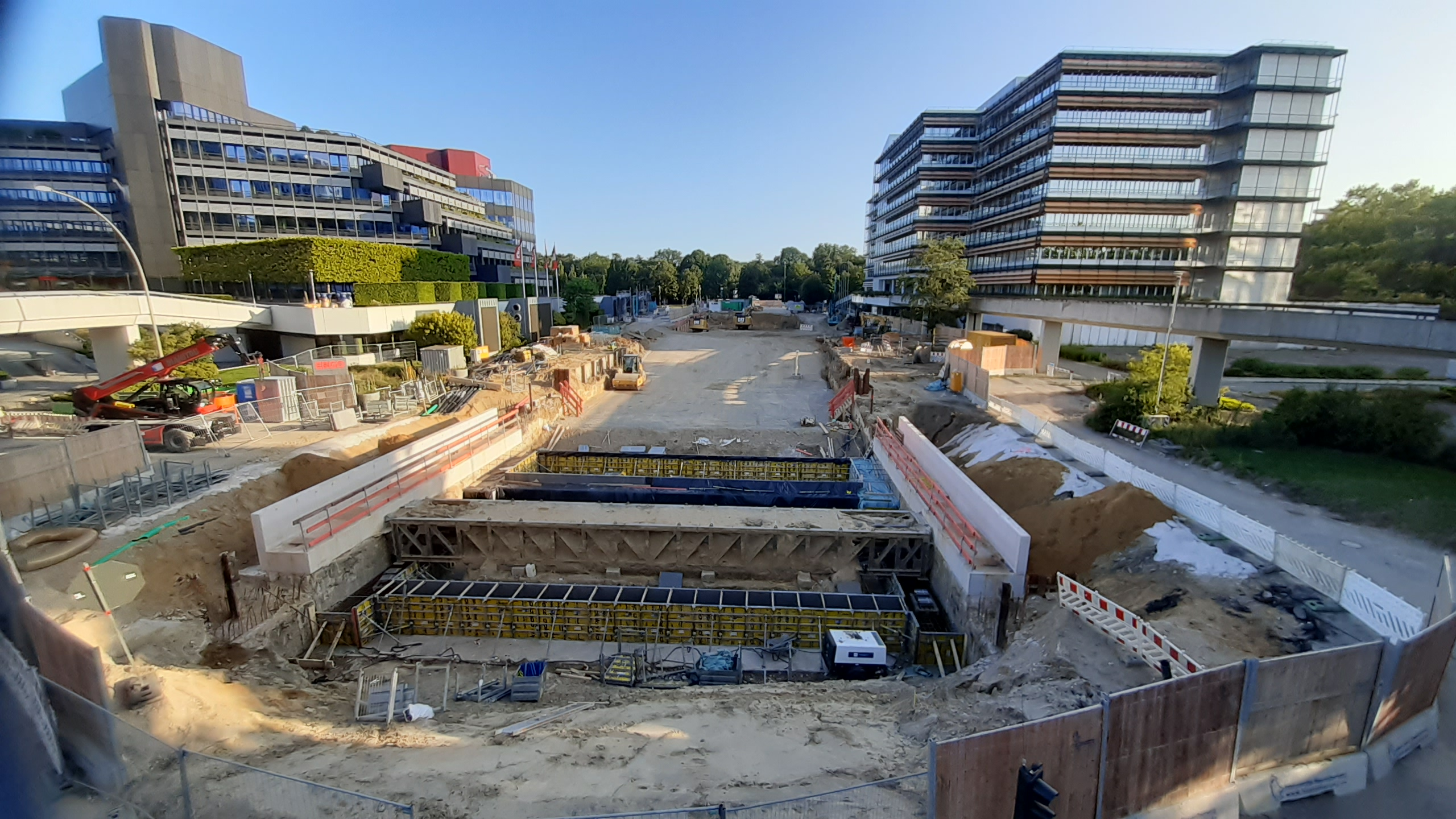
U-Bahnhof City Nord under byggnation